# Thymus guberlinensis
Thymus guberlinensis ist eine Pflanzenart aus der Gattung der Thymiane (Thymus) in der Familie der Lippenblütler.

## Beschreibung
Thymus guberlinensis ist ein kleiner Strauch, dessen Stängel aufsteigend bis hochgebogen wachsen, verholzen, lang und kriechend sind. Nicht blütentragende Stängel sind nicht vorhanden, die blütentragenden Stängel sind bis zu 15 cm lang und rundum kurz behaart. Die Laubblätter sind meist 8 bis 12 mm lang und 2,5 bis 3,5 mm breit. Sie sind eiförmig-spatelförmig bis elliptisch, sind nahezu abgestumpft, gestielt und spärlich drüsig gepunktet Die Aderung ist deutlich zu erkennen.
Die Blütenstände sind dichte Köpfe. Die Tragblätter ähneln den Laubblättern. Der Kelch ist 3,5 bis 4,5 mm lang, die Röhre ist glockenförmig, die oberen Zähne sind nicht bewimpert. Die Krone ist blass violett.

## Vorkommen und Standorte
Die Art kommt vom südöstlichen europäischen Russland bis ins westliche Sibirien vor.